# USS Stethem (DDG-63)

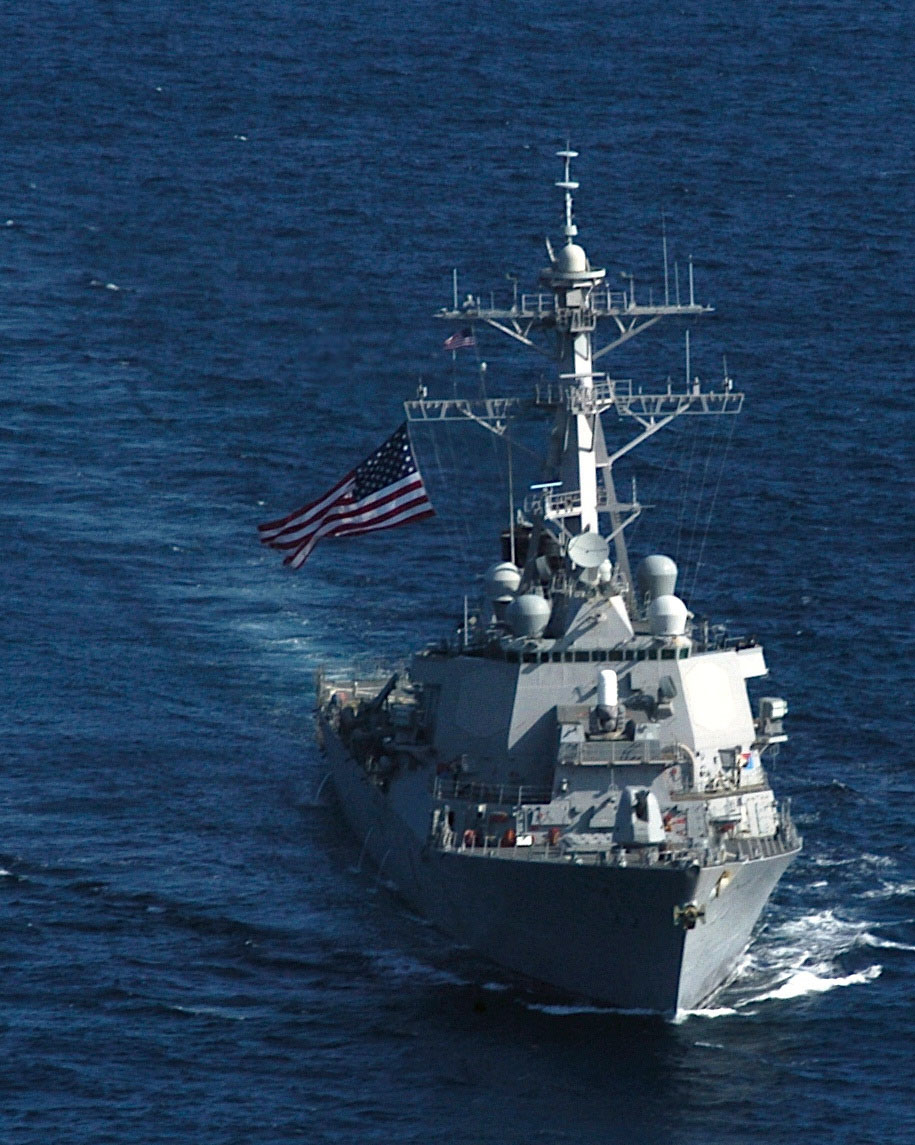
O USS Stethem em 2006.

O USS Stethem é um destroyer da classe Arleigh Burke pertencente a Marinha de Guerra dos Estados Unidos. O navio foi construido em Pascagoula, Mississippi, sendo completado em 11 de maio de 1993. Ele foi oficialmente comissionado em 21 de outubro de 1995 e seu porto fica em Yokosuka no Japão. O Stethem operou no Oceano Pacífico e no Golfo Pérsico também. Desde 2008, ele integra a Frota do Pacífico.